# L'Approuague Fleuve
L'Approuague Fleuve (franska: L’Approuague Fleuve) är ett vattendrag i Franska Guyana (Frankrike). Det ligger i den nordöstra delen av landet, 50 km sydost om huvudstaden Cayenne.